# Melody Miyuki Ishikawa
Melody Miyuki Ishikawa (født 24. februar 1982) (kunstnernavn Melody) er en amerikansk født pop sanger og tv-vært i Japan. Hun debuterede i februar 2003 med sangen "Dreamin 'Away" under Toy Factory. I oktober 2008 annoncerede Melody på sin blog, at hun ville slutte sin karriere som en musikkunstner og i stedet fokusere på en karriere som modedesigner. 

## Biografi
Melody blev født til de japanske forældre i Honolulu, Hawaii. Da hun var ung, så hun lejlighedsvis shows, der involverede J-pop, og hun har angivet Celine Dion, TLC og Destiny's Child som sine inspirationer. Hun tog ballet- og klaver- samt sangundervisning. Da hun var 16 år, virkede hun som hawaiiansk model i japanske reklamer. Mens hun var i gymnasiet på Punahou, havde hun en hemmelig prøve med pladeproducer Tetsuya Komuro, der var ved at danne en international gruppe, men da de ville have hende til at tilslutte sig næste dag, forhandlede hun sig til at vente, indtil hun sluttede skolegangen. I en alder af 19 flyttede hun til Japan for at udvikle en sangkarriere. Efter nogen tid ved Komuros selskab, hvor hun indgik i forskellige musikgrupper under udvikling, forlod hun det til sidst og underskrev en aftale med Toy Factory.
Hendes debutsang, "Dreamin 'Away", blev udgivet i februar 2003, hvor det toppede som nummer 33 på Oricons ugentlige hitlister og forblev i otte uger, i juni udgav hun singlen "Simple as That" sammen med en coverversion af "over The Rainbow" fra Troldkarlen fra Oz; sidstnævnte blev brugt i en reklame for Mitsubishi Motors. Singlen nåede nummer 19 på Oricon. I oktober var hun en featured kunstner sammen med Ryohei i m-flo's sang: "Miss You", som nåede en ottendeplads på Oricons hitliste.
Hun er også kendt for at synge singlen "Realize", som var temasang til en tv-drama-serie kaldet Drage Zakura, som debuterede på en sjetteplads på Oricons liste. Hendes single "Lovin 'U" blev brugt i en Raycious kommerciel i 2006. Singlen inkluderede "Our Journey", som var temasang til filmen Gen Yu Dan 2006 med Rena Tanaka i hovedrollen, der også medskrev på teksterne til sangen. Melody medvirkede i en japansk Subaru Forester-reklame i 2007, hvor hendes single "Finding My Road" blev brugt. I april 2007 begyndte hun som vært for det engelsksprogede japansk musik-show J-Melo på NHK World TV. Hendes single, "Love Story", som er skrevet af hendes søster Christine (Kūris) blev brugt i drama-serien Kodoku ingen Kake - Itoshikihito Yo i sommeren 2007. 
Hun blev anvendt som Yumi i Electronic Arts video-spillet Need for Speed: Carbon. Sangen "Feel the Rush" skrevet af Kūris, blev også brugt i spillet.
Hendes fjerde album Lei Aloha blev udgivet den 9. april 2008, og indehold en foregående single, "Haruka: Haruka." I september 2008 blev meddelt, at Melody ikke længere skulle være vært for J-Melo; de japanske sangere Maj J. og Shanti ville tage hendes plads. Den 8. oktober 2008 udgav Melody sit første opsamlingsalbum The Best of melodi. ~Timeline~. Den 22. oktober meddelte hun på sin blog, at hun ville stoppe som J-pop sanger i januar 2009 og vil satse på en karriere inden for modedesign.

## Musikalsk stil
Melody har en yderst varieret musikalsk stil strækkende sig fra let hurtig pop til langsomme ballader. Kendetegnende er de iørefaldende melodier. Hun har en klar stemme, som hun behersker til fuldkommenhed. 
Blandt rækken af hits kan nævnes "Sincerely", "Lovin U", "Our Journey", "Crystal Love", "Believe me", "Haruka" ("Love Story"), "Simple as that", "Feel the rush", "Horizon".
Melody synger som andre japanske kunstnere på en blanding af japansk og engelsk.

## Plader

### Albummer
| udgivelsesdato  | Titel        |
| --------------- | ------------ |
| 21. januar 2004 | Sincerely    |
| 12. april 2006  | Be as one    |
| 4. juli 2007    | Ready to go! |
| 9. april 2008   | Lei Aloha    |

### Singles
| udgivelsesdato    | Titel                           |
| ----------------- | ------------------------------- |
| 19. februar 2003  | Dreamin' Away                   |
| 18. juni 2003     | Simple As That/Over The Rainbow |
| 22. oktober 2003  | miss you (mit m-flo)            |
| 27. november 2003 | Crystal Love                    |
| 9. juni 2004      | Believe me                      |
| 12. januar 2005   | Next to You                     |
| 17. august 2005   | realize/Take a Chance           |
| 15. februar 2006  | see you...                      |
| 8. november 2006  | Lovin´ U                        |
| 14. februar 2007  | Finding My Road                 |
| 30. maj 2007      | Love Story                      |
| 13. februar 2008  | Haruka (遥花〜はるか〜)         |

## Privat
Melody har tre søstre: Christine Saimo, kendt som KURIS i den japanske musikbranche og som ligeledes bor i Tokyo, desuden Harmony og Rhythmy, der begge bor i USA. Den 14. marts 2009 blev Melody gift med den japanske musiker Miyavi (Takamasa Ishihara) og tog hans efternavn; parret har to døtre. 